# Jachtslot van Berentrode

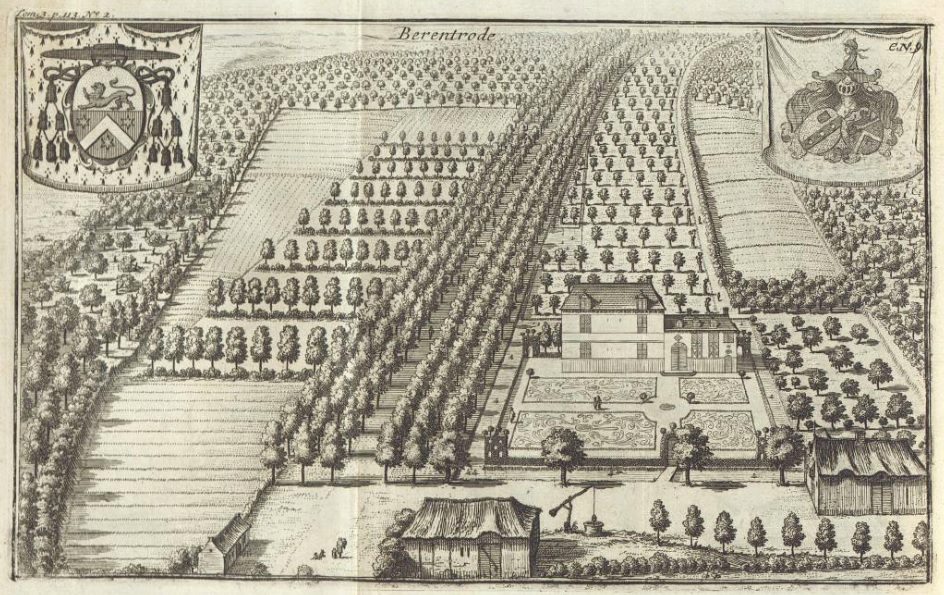
Berentrode in Delices du Brabant (1757)

Het Jachtslot Berentrode, ook wel het Kasteel van Berentrode of  't Spaanshuis genoemd, is het oudste gebouw van de Belgische gemeente Bonheiden. Aangenomen wordt dat van hieruit de gemeente ontstond en uitgroeide tot wat ze nu is. De oudste restanten van het bouwwerk zijn de heel dikke ondermuren onder het huidige middengedeelte. Men kan echter niet met zekerheid zeggen of hier ooit een eenvoudige slottoren heeft gestaan. In de 16de eeuw heeft het gebouw grote verbouwingen gekend.
Ten tijde van de Negenjarige Oorlog (1689-1697) was het kasteel een leengoed gelegen in de heerlijkheid Bonheiden. Het kasteel, dat vaak verbouwd werd, had in de 16de en 17de eeuw geen defensief karakter meer. Het was eigendom van de heer Philipus Franciscus Baert sinds 1685. In 1757 wordt het kasteel nog omschreven als een zeer matig gebouw dat midden in een bos lijkt te zijn gebouwd voor het genot van wandelingen en eenzaamheid.
Het gebouw bestaat anno 2015 uit drie aparte woningen: achteraan een hoevegedeelte, dan het middenstuk (dat recent volledig gerestaureerd werd) en ten slotte het derde deel, dat zichtbaar is vanaf de Berentdrodedreef. Doorheen de jaren zijn er heel wat verbouwingen gedaan (vooral in de jaren 70 en 80), die het gebouw niet meteen sieren. Sinds begin 21e eeuw probeert men het gebouw terug in zijn eer (geschiedkundig) te herstellen. Men heeft het als eerbetoon de naam Berentrode geschonken aan de gemeentelijke sporthal in de Grote Doelstraat. 
Een fietstocht passeert langs het jachtslot. Waar nu de cirkelvormige baan rond het slot is, was vroeger de slotgracht van het kasteel.

## Afbeeldingen

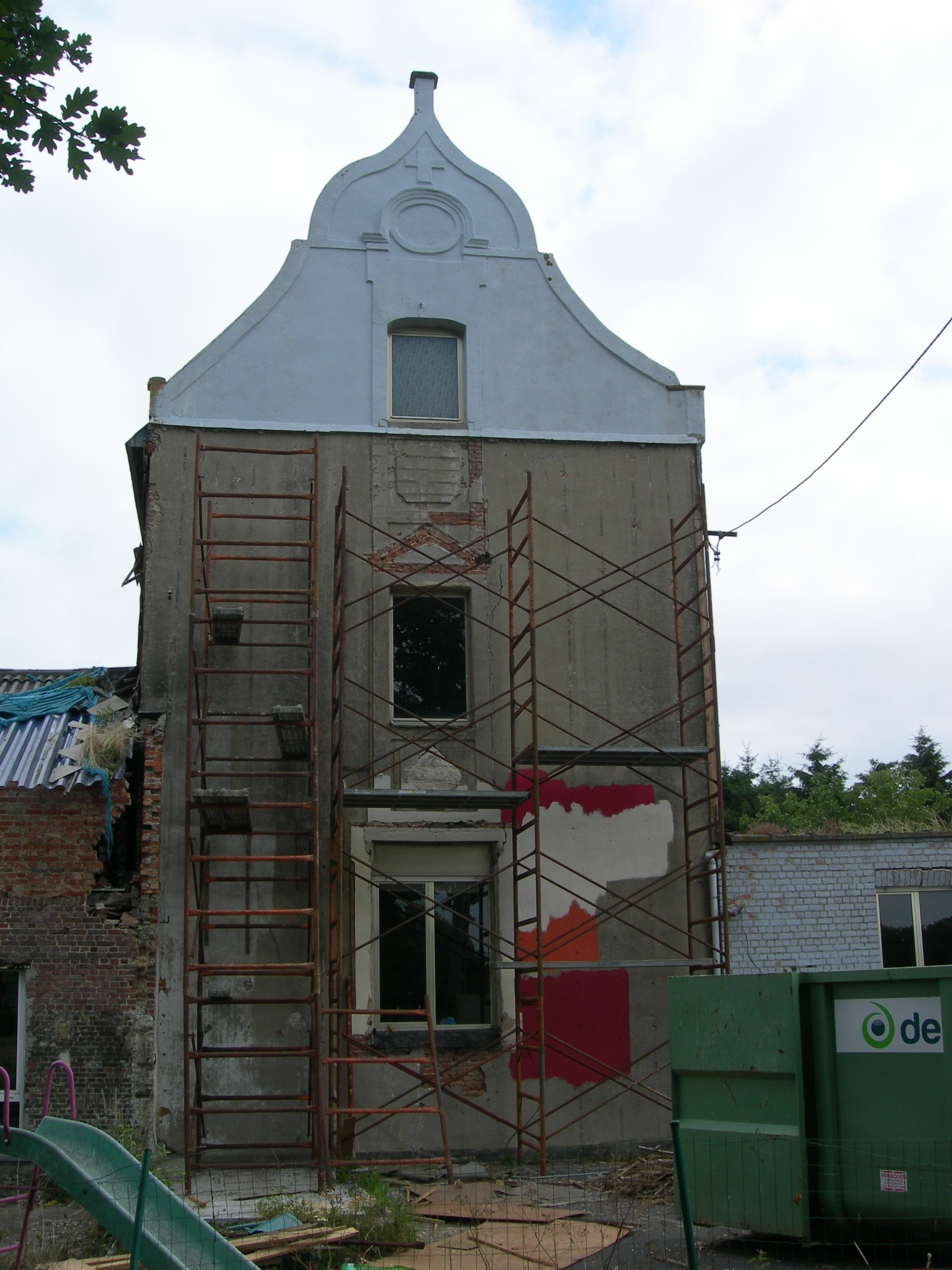
De voorgevel van het jachtslot in de zomer van 2013
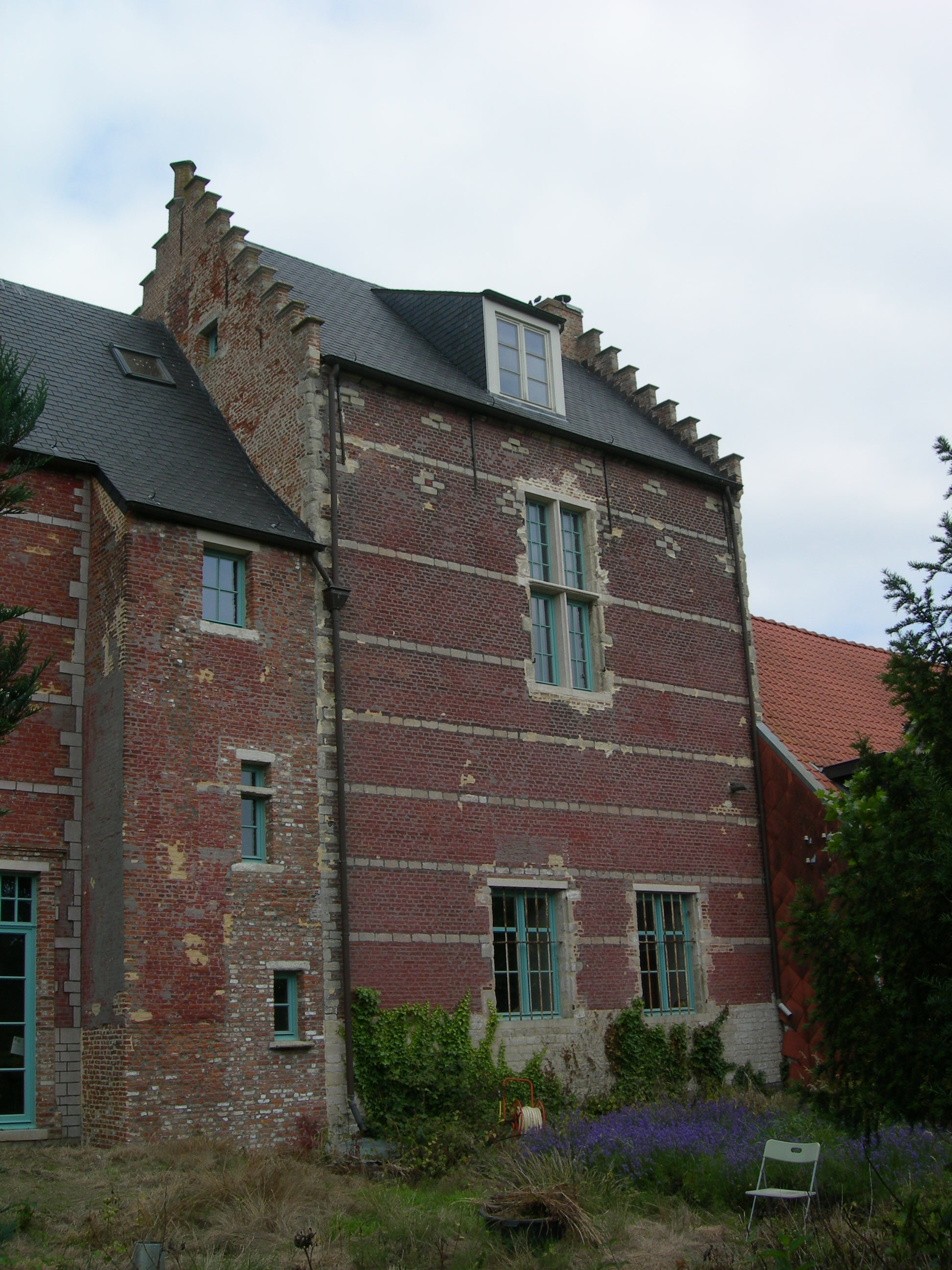
De zijgevel van Berentrode.
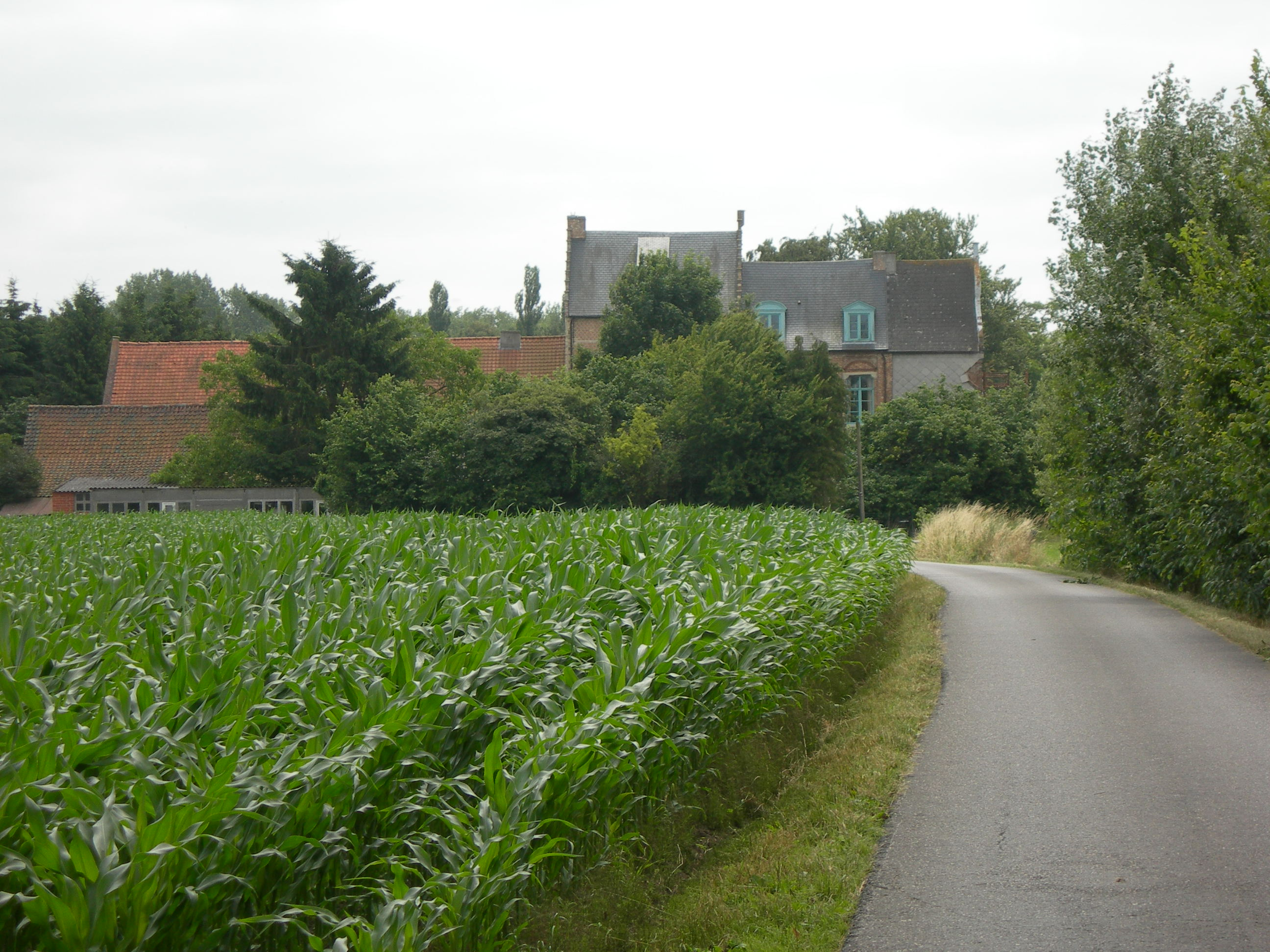
Het jachtslot vanop de Uyerenboslaan.

## Trivia
- Diverse oude legenden verhalen over een onderaardse gang die uit het kasteel zou vertrekken. Van die gang werden nooit bewijsstukken gevonden.
- Halverwege de Berentrodedreef bevindt zich een vierarmig kruispunt. Hier zou vroeger een grote stenen poort gestaan hebben, waarachter het domein Berentrode begon. Over dat punt, in de volksmond de stenen staken genaamd, gingen ook heel wat verhalen de ronde: zo zou hier in vroegere tijden de heksensabbat hebben plaatsgevonden.